# Snowdrop
Snowdrop — багатоплатформовий пропрієтарний ігровий рушій, розроблений та використовуваний Massive Entertainment і Ubisoft. Рушій був розроблений та націлений на восьме покоління ігрових систем, таких як PlayStation 4 та Xbox One, а також версій Microsoft Windows. Його вперше використали для розробки Tom Clancy's The Division і згодом використовувався в понад десяти інших іграх Ubisoft.

## Історія
Massive Entertainment розпочала попередні роботи зі створення нового ігрового рушія Tech 2 близько 2007 року. Після того, як студія стала дочірнім підприємством Ubisoft у 2008 році, її технічний відділ, що складався з декількох програмістів, заглибився в розробку Tech 2, який був перейменований на Snowdrop (укр. підсніжник) через кілька років. Його основою став рушій MassTech, який Massive використовувала для стратегії в реальному часі World in Conflict (2007). Команда насамперед створила загальну систему інтерфейсу під назвою FaceMan; до цього їм доводилося працювати з інструментами, які мали різні інтерфейси та системи програмування, і призначалися для ігор на Microsoft Windows.
Snowdrop початково розроблявся для проєктів на Windows та восьмих поколіннях ігрових систем. На відміну від MassTech, де всі ігрові аспекти писалися програмістами, для Snowdrop студія розробила динамічну систему, у якій кожен розробник міг створити ігрові ресурси та використовувати їх у реальному часі. У такий спосіб команда прагнула спростити поєднання різних процесів, як-от рендеринг, штучний інтелект, анімації тощо. Розробники також акцентували на створенні високої швидкодії. За словами провідного програміста Крістіана Сегера, студія орієнтувалася на модульну побудову рушія, передбачаючи повторне використання інструментів та редакторів в інших іграх, створених за допомогою Snowdrop.
Massive вперше використала Snowdrop для Tom Clancy's The Division, багатокористувацького рольового бойовика з елементами шутера від третьої особи, який було представлено на виставці E3 у червні 2013 року і випущено навесні 2016-го. У серпні 2017 року була випущена Mario + Rabbids Kingdom Battle, пригодницька покрокова стратегія від студії Ubisoft Milan, яка адаптувала рушій під портативну консоль Nintendo Switch. У жовтні було випущено рольову гру South Park: The Fractured but Whole від Ubisoft San Francisco, яка використала Snowdrop через його можливість імпортувати художні ресурси Autodesk Maya, що були використані в серіалі. Рушій також було використано для розробки Starlink: Battle for Atlas, пригодницького бойовика від Ubisoft Toronto, який було випущено восени 2018 року.
У 2018 році Massive анонсувала Tom Clancy's The Division 2 з удосконаленою версією Snowdrop і представила оновлений логотип рушія. На з'їзді Game Developers Conference у 2019 році Ола Хольмдаль, виробничий менеджер Massive, заявив, що студія успішно провела технічні тести рушія на дев'ятому поколінні ігрових систем. У серпні 2021 року було випущено Rabbids Adventure Party від Ubisoft Chengdu, яка використала версію Snowdrop, адаптовану під Switch. Восени 2022 року було видано музичне програмне забезпечення Rocksmith+ та Mario + Rabbids Sparks of Hope, продовження Kingdom Battle, які ґрунтуються на рушії. Ubisoft Düsseldorf використала Snowdrop для розробки симулятора містобудування The Settlers: New Allies, який було випущено у лютому 2023 року. Massive значно оновила і вдосконалила рушій для Avatar: Frontiers of Pandora (2023), додавши систему об'ємних хмар, підтримку трасування променів тощо. Ubisoft San Francisco використала рушій для створення шутера від першої особи XDefiant (2024). Snowdrop також використовується для розробки таких майбутніх ігор, як Star Wars Outlaws та ремейку Tom Clancy's Splinter Cell.

## Особливості
- Анізотропна фільтрація[26]
- Відображення[en], включно з відображенням в екранному просторі (SSR)[27]
- Візуальні ефекти[28]
- Глибина різко зображуваного простору[29]
- Динамічна система матеріалів для погодних ефектів[30]
- Динамічне глобальне освітлення[31], включно з освітленням в реальному часі[32]
  - Реалізація освітлення за допомогою трасування променів[33]
- Динамічне масштабування зображення[27]
- Динамічний добовий цикл[34]
  - Система об'ємних хмар[20]
- Затінення навколишнього світла, включно з тінями[27] та затіненням навколишнього світла в екранному просторі (SSAO)[29]
- Згладжування, включно зі швидким приблизним згладжуванням[en] (FXAA) з постобробкою[35], тимчасовим згладжуванням[en] (TAA)[27] та субпіксельним морфологічним згладжуванням (SMAA)[36]
- Карта відображення[en][31], включно з кубічною картою[en][27]
- Контактні тіні, включно з тіньовою картою[27] і процентною фільтрацією (PCS)[26]
- Об'ємний туман[26]
- Освітлення[21], включно з об'ємними променями[en][30]
  - Підповерхневе розсіювання для шкіри[27]
- Підтримування багатоядерних процесорів[37]
- Підтримування програмного забезпечення Autodesk Maya[9]
- Підтримування DirectX 11, DirectX 12 та Vulkan[37]
- Процедурна генерація руйнування оточення[34]
- Рівень деталізації[29]
- Симуляція фізики, включно із симуляцією води[27] та вітру[20]
- Система частинок[30]
- Фізично коректний рендеринг[en][32]
- Штучний інтелект[27]
- Parallax occlusion mapping[29]

## Список відеоігор
| Рік  | Назва                               | Платформа                                                                                | Розробник             |
| ---- | ----------------------------------- | ---------------------------------------------------------------------------------------- | --------------------- |
| 2016 | Tom Clancy's The Division           | Microsoft Windows, PlayStation 4, Xbox One                                               | Massive Entertainment |
| 2017 | Mario + Rabbids Kingdom Battle      | Nintendo Switch                                                                          | Ubisoft Milan         |
| 2017 | South Park: The Fractured but Whole | Microsoft Windows, Nintendo Switch, PlayStation 4, Xbox One                              | Ubisoft San Francisco |
| 2018 | Starlink: Battle for Atlas          | Amazon Luna, Microsoft Windows, Nintendo Switch, PlayStation 4, Xbox One                 | Ubisoft Toronto       |
| 2019 | Tom Clancy's The Division 2         | Google Stadia, Microsoft Windows, PlayStation 4, Xbox One                                | Massive Entertainment |
| 2021 | Rabbids Adventure Party             | Nintendo Switch                                                                          | Ubisoft Chengdu       |
| 2022 | Rocksmith+                          | Android, iOS, Microsoft Windows, PlayStation 4, PlayStation 5, Xbox One, Xbox Series X/S | Ubisoft San Francisco |
| 2022 | Mario + Rabbids Sparks of Hope      | Nintendo Switch                                                                          | Ubisoft Milan         |
| 2023 | The Settlers: New Allies            | Amazon Luna, Microsoft Windows, Nintendo Switch, PlayStation 4, Xbox One                 | Ubisoft Düsseldorf    |
| 2023 | Avatar: Frontiers of Pandora        | Microsoft Windows, PlayStation 5, Xbox Series X/S                                        | Massive Entertainment |
| 2024 | XDefiant                            | Amazon Luna, Microsoft Windows, PlayStation 4, PlayStation 5, Xbox One, Xbox Series X/S  | Ubisoft San Francisco |
| 2024 | Star Wars Outlaws                   | Microsoft Windows, PlayStation 5, Xbox Series X/S                                        | Massive Entertainment |
| Н/Д  | Tom Clancy's Splinter Cell          | Н/Д                                                                                      | Ubisoft Toronto       |